# Dichrogaster
Dichrogaster är ett släkte av steklar som beskrevs av Adolphe Jacques Louis Doumerc 1855. Dichrogaster ingår i familjen brokparasitsteklar.

## Dottertaxa tillDichrogaster, i alfabetisk ordning[1][2]
- Dichrogaster aestivalis
- Dichrogaster alternans
- Dichrogaster ambonigra
- Dichrogaster ampla
- Dichrogaster atriventris
- Dichrogaster bicolor
- Dichrogaster bischoffi
- Dichrogaster carinata
- Dichrogaster chrysopae
- Dichrogaster crassa
- Dichrogaster crassicornis
- Dichrogaster defecta
- Dichrogaster densa
- Dichrogaster dorsata
- Dichrogaster fulvescens
- Dichrogaster gemina
- Dichrogaster genalis
- Dichrogaster granulata
- Dichrogaster heteropus
- Dichrogaster hispanica
- Dichrogaster jonathani
- Dichrogaster kichijoi
- Dichrogaster lateralis
- Dichrogaster liostylus
- Dichrogaster longicaudata
- Dichrogaster madeirae
- Dichrogaster mandibularis
- Dichrogaster modesta
- Dichrogaster nigriceps
- Dichrogaster obscura
- Dichrogaster oregona
- Dichrogaster pallens
- Dichrogaster patruelis
- Dichrogaster perlae
- Dichrogaster potens
- Dichrogaster punctipleuris
- Dichrogaster saharator
- Dichrogaster schimitscheki
- Dichrogaster tenerifae
- Dichrogaster tersa
- Dichrogaster trochanteralis
- Dichrogaster zonata